# جايسون زوكر
جايسون زوكر (بالإنجليزية: Jason Zucker)‏ هو لاعب هوكي الجليد أمريكي، ولد في 16 يناير 1992 في شاطئ نيوبورت في الولايات المتحدة.

## وصلات خارجية
- جايسون زوكر على موقع دوري الهوكي الوطني (الإنجليزية)
- جايسون زوكر على موقع EliteProspects.com (الإنجليزية)
- جايسون زوكر على موقع HockeyDB.com (الإنجليزية)
- جايسون زوكر على موقع Hockey-Reference.com (الإنجليزية)